# Saint-Planchers
Saint-Planchers – miejscowość i gmina we Francji, w regionie Normandia, w departamencie Manche.
Według danych na rok 1990 gminę zamieszkiwało 1057 osób, a gęstość zaludnienia wynosiła 88 osób/km² (wśród 1815 gmin Dolnej Normandii Saint-Planchers plasuje się na 212. miejscu pod względem liczby ludności, natomiast pod względem powierzchni na miejscu 384.).